# 양선일
양선일(1979년 2월 22일 ~ )은 대한민국의 희극배우 겸 가수이다.

## 생애
대표작으로는 희극 〈시간여행〉, 〈발레리NO〉 등이 있으며 1997년 언더그라운드 연극배우 첫 데뷔하였고 2002년 언더그라운드 뮤지컬 배우로 첫 데뷔한 그는 2007년 KBS 22기 공채 개그맨으로 정식 데뷔하였다. 개그콘서트 시즌2부터는 하차하였다.

## 학력
- 공주대학교 식품영양학과 학사 (1998.03~2002.02)

## 출연작

### 방송
- 《개그 사냥》 (KBS2)
- 《개그콘서트》 (KBS2)

〈발레리NO〉
〈팀명 징크스〉
〈참으show〉
〈이기적인 특허소〉
〈그려안그려〉
〈용감한 녀석들〉
〈부러워서 그려〉
〈시간여행〉
〈잠복근무〉
〈불편한 진실〉
〈조선왕조 부록〉
〈지구를 지켜라〉
〈BB 엔터테인먼트〉
〈품행제로〉
〈테러 진압 아이리스〉
〈건달의 조건〉
〈왕해〉
〈시청률의 제왕〉
〈참 좋은 시절〉
〈멘탈 甲〉
〈은밀하게 연애하게〉
〈핵존심〉
〈핫이슈〉
〈출소〉
〈유.전.자 (유행을 전파하는 자)〉
〈일촉즉발〉
〈픽미업〉
〈이럴 줄 알고〉양 비서 역
〈신랑입장〉
〈이거 실화냐?〉
〈내꺼하자〉
〈배틀트집〉
〈볼빨간 회춘기〉신입 할아버지 역
〈미래에서 온 남자〉
〈순위 밖 순위〉진행자 역
〈속 보이스〉
〈기울어가〉아버지 역
〈ZOO스 와이드〉하루살이 역
〈투잡 공화국〉
〈4인4색 ver 1.1〉상담원 3 역
〈스카이캔슬〉
〈과한나라〉
〈털 업〉
- 《개그스타 GCC어워드》 (KBS2)
- 《출발드림팀 시즌 2》 (KBS2)
- 《크게 될 스타》 (코미디TV)
- 《청춘불패 2》 (KBS2)
- 《리얼체험 프로젝트 인간의 조건》 (KBS2)

### 영화
- 《빌리와 용감한 녀석들 3D》 - 성우(봉고)
- 《빌리와 용감한 녀석들 2》 - 성우(꿀벌대장)

### CF
- 삼성생명 - 종신보험
- LGU+
- 해태 - 젤루조아
- 방송통신위원회 DTV코리아 - 디지털방송전환캠페인 (순차종료편)

## 공연
- 지마켓 스테이지 콘서트3
- M PACK SHOW VOL.8 - 장우혁 사이먼디 용감한녀석들
- 슈퍼소닉 2012
- 용감한 녀석들 콘서트(2012년 9월 9일)
- 2012 사랑나눔 슈퍼콘서트(2012년 12월 15일)
- 용기백배 콘서트

## 경력
- 2010년 6월 명예 119시민수상구조대원
- 2012년 7월 5대폭력 척결 홍보대사

## 수상
- 2011년 제5회 Mnet 20s Choice 핫 개그종결자상
- 2012년 KBS 연예대상 코미디 부문 최우수코너상

## 음반
| 종류        | 음반 정보                                                                          | 트랙 리스트               |
| ----------- | ---------------------------------------------------------------------------------- | ------------------------- |
| 디지털 싱글 | 《용감한 녀석들》 - 발매일 : 2012년 3월 26일 - 레이블 : 위닝인사이트               | - 1. 기다려 그리고 준비해 |
| 디지털 싱글 | 《용감한 녀석들》 - 발매일 : 2012년 5월 14일 - 레이블 : 위닝인사이트               | - 1. I 돈 Care            |
| 디지털 싱글 | 《용감한 녀석들 summer single》 - 발매일 : 2012년 7월 23일 - 레이블 : 위닝인사이트 | - 1. 봄 여름 여름 여름    |